# ترانه‌شناسی هلن
هلن ماتئوسیان با نام هنری هلن (زاده ۱۹۶۱) خوانندهٔ ایرانی ارمنی‌تبار ساکن کالیفرنیا است.

## -
| نام آلبوم    | سال  | توضیح                                |
| ------------ | ---- | ------------------------------------ |
| پیام عشق     | ۱۳۷۱ | اولین آلبوم هلن، ضبط شده در آلمان    |
| اقیانوس خالی | ۱۳۷۵ | –                                    |
| هلن          | ۱۳۷۸ | همه ترانه‌های آلبوم به زبان ارمنی است |
| ماه‌وستاره    | ۱۳۷۹ | –                                    |
| راز هلن      | ۱۳۸۰ | –                                    |
| نگاه تو      | ۱۳۸۱ | –                                    |
| اسباب بازی   | ۱۳۸۴ | این آلبوم به نام Toy هم شناخته می‌شود |
| فصل من       | ۱۳۸۸ | –                                    |
| دنیای تازه   | ۱۳۹۳ | –                                    |

## اقیانوس خالی (۱۳۷۶ - ۱۹۹۷)
| نام ترانه              | ترانه‌سرا                         | آهنگساز          | تنظیم    |
| ---------------------- | -------------------------------- | ---------------- | -------- |
| مهر بوسه               | اردلان سرفراز                    | فرید زلاند       | آندرانیک |
| جاده سبز               | اردلان سرفراز                    | آندرانیک         | آندرانیک |
| تعبیر خواب             | مهین آبادانی                     | فرید زلاند       | آندرانیک |
| کولی                   | شهیار قنبری                      | آندرانیک         | آندرانیک |
| اقیانوس خالی           | ایرج جنتی عطایی                  | آندرانیک         | آندرانیک |
| شقایق                  | اردلان سرفراز                    | فرید زلاند       | آندرانیک |
| Hye Acher              | روبرت امیرخانیان                 | روبرت امیرخانیان | آندرانیک |
| Unamor                 | جیپسی کینگز                      | جیپسی کینگز      | آندرانیک |
| I'm Your Baby Tonight  | Antonio Reid                     | Kenneth Edmonds  | Jeff     |
| Papa, Can You Hear Me? | Alan Bergman and Marilyn Bergman | Michel Legrand   | آندرانیک |

## ماه و ستاره (۱۳۷۸ - ۱۹۹۹)
| نام ترانه   | ترانه‌سرا     | آهنگساز       | تنظیم         |
| ----------- | ------------ | ------------- | ------------- |
| ماه و ستاره | مهین آبادانی | فرید زولاند   | تیگران ساکیان |
| شاخه گل     | مهین آبادانی | فرید زولاند   | آرا آنترانیک  |
| غریبه       | هما میرافشار | عربی          | آرا آنترانیک  |
| فراموشم نکن | مهین آبادانی | فرید زولاند   | تیگران ساکیان |
| پرواز       | هما میرافشار | حسن شماعی‌زاده | برایان وی     |
| گنبد سربی   | آهو خردمند   | فرید زولاند   | تیگران ساکیان |
| گفتی سلام   | هما میرافشار | فرید زولاند   | تیگران ساکیان |
| علیم الله   |              |               |               |

## راز هلن (۱۳۸۰ - ۲۰۰۱)
| نام ترانه               | ترانه‌سرا     | آهنگساز        | تنظیم          |
| ----------------------- | ------------ | -------------- | -------------- |
| با من میمونی            | ژاکلین       | ژاکلین         | شوبرت آواکیان  |
| فقط یک بار              | ژاکلین       | ژاکلین         | محمد مقدم      |
| عروس دریا               | کوجی زادوری  | آرا هایراپتیان | آرا هایراپتیان |
| راز هلن                 | مهین آبادانی | صادق نوجوکی    | صادق نوجوکی    |
| رقص لبخند               | ژاکلین       | ژاکلین         | شوبرت آواکیان  |
| ستاره تا ستاره          | کوجی زادوری  | کوجی زادوری    | برایان وی      |
| هموطن                   | ژاکلین       | ژاکلین         | محمد مقدم      |
| ستاره تا ستاره (ریمیکس) | کوجی زادوری  | کوجی زادوری    | رضا محجوب      |

## نگاه تو (۱۳۸۲ - ۲۰۰۳)
| نام ترانه    | ترانه‌سرا      | آهنگسازڜ               | تنظیم         |
| ------------ | ------------- | ---------------------- | ------------- |
| ما           | مریم قاضی     | مارتیک                 | مارتیک        |
| خونه عشق     | مهین آبادانی  | آندرانیک               | آندرانیک      |
| اوج پرواز    | مهین آبادانی  | آندرانیک               | آندرانیک      |
| نگاه تو      | زویا زاکاریان | مارتیک / زویا زاکاریان | محمد ستاری    |
| اُرمک         | شهیار قنبری   | هلن                    | هلن / مارتیک  |
| مسافر        | مهین آبادانی  | صادق نوجوکی            | صادق نوجوکی   |
| یک بوسه      | مهین آبادانی  | آندرانیک               | آندرانیک      |
| بردی از یادم | پرویز خطیبی   | مصطفی گرگین زاده       | تیگران ساکیان |

## اسباب‌بازی (۱۳۸۴)
| نام ترانه   | ترانه‌سرا    | آهنگساز        | تنظیم       |
| ----------- | ----------- | -------------- | ----------- |
| Merik       |             |                | روما کانیان |
| Olor Molor  |             | هایکو          | روما کانیان |
| Menutyun    |             | الوین ماکانیان | روما کانیان |
| Het Dartsir | jon Ahovyan | روما کانیان    | روما کانیان |
| Khaghalik   |             | الوین ماکانیان | روما کانیان |
| Gerun Ekay  |             |                | آلبرت       |
| Pasan       | jon Ahovyan | روما کانیان    | روما کانیان |
| Takoon Ser  |             | هایکو          | روما کانیان |
| Yaris Govem |             | هایکو          | روما کانیان |

## فصل من (۱۳۸۸)
| نام ترانه     | ترانه‌سرا       | آهنگساز        | تنظیم                       |
| ------------- | -------------- | -------------- | --------------------------- |
| بیداری        | روزبه بمانی    | علیرضا افکاری  | علیرضا افکاری               |
| حس تازه       | روزبه بمانی    | علیرضا افکاری  | علیرضا افکاری               |
| دوباره تو     | روزبه بمانی    | علیرضا افکاری  | علیرضا افکاری               |
| تردید         | روزبه بمانی    | علیرضا افکاری  | علیرضا افکاری               |
| مرد رؤیایی    | روزبه بمانی    | علیرضا افکاری  | علیرضا افکاری               |
| وقتی تو نباشی | روزبه بمانی    | علیرضا افکاری  | منعم آتابای / علیرضا افکاری |
| زندگی         | جهانبخش پازوکی | جهانبخش پازوکی | منعم آتابای / محمد ستاری    |
| mshosharan    | محلی ارمنی     | آهنگ ارمنی     | روما کانیان                 |
| عشق آسونه     | فرشید امین     | فرشید امین     | منعم آتابای / علیرضا افکاری |

## دنیای تازه (۱۳۹۳ - ۲۰۱۵)
| نام ترانه      | ترانه‌سرا    | آهنگساز      | تنظیم        |
| -------------- | ----------- | ------------ | ------------ |
| دلواپست می‌شم   | بابک صحرایی | حامد حنیفی   | میلاد اکبری  |
| انعکاس         | بابک صحرایی | علی بروجردی  | میلاد اکبری  |
| شومینه         | بابک صحرایی | امین قباد    | نیکان        |
| حس             | بابک صحرایی | راشا تقی پور | راشا تقی پور |
| دختر شاه پریون | بابک صحرایی | امین قباد    | امید حسینی   |
| دنیای تازه     | بابک صحرایی | امین قباد    | نیکان        |
| وقتی که می‌خندی | بابک صحرایی | علی بروجردی  | میلاد اکبری  |

## تک‌آهنگ‌ها
| نام ترانه                      | ترانه‌سرا    | آهنگساز     | تنظیم        |
| ------------------------------ | ----------- | ----------- | ------------ |
| کمی با من مدارا کن             | شهیار قنبری | بابک افشار  | بابک افشار   |
| با من از عشق بگو               |             | فرد میرزا   | فرد میرزا    |
| فقط تو نیستی                   | بابک صحرایی | یاسر محمودی | اروین        |
| ۱۰۰۰ سال                       |             |             | آرگامو توروس |
| عیدتون مبارک (با مرتضی و ستار) | بابک صحرایی | محمد مقدم   | محمد مقدم    |
| انرژی                          | میلاد اتنا  | افشین شکری  | رضا میلان    |
| عاشق شدن با تو                 | مریم اسدی   | علی موثقی   | علی موثقی    |
| عطر تن تو                      | مریم اسدی   | علی موثقی   | علی موثقی    |
| جای خالی                       | مریم اسدی   | علی موثقی   | علی موثقی    |
| یادت نره                       |             |             | –            |
| این آرزومه                     | اکسیر ایرجی | نوید راستی  | احسان جوادی  |